# ウェザーニューズ
株式会社ウェザーニューズ（英: WEATHERNEWS INC.）は、千葉県千葉市美浜区の幕張新都心に本社・グローバルセンターを置く、日本の気象情報会社（予報業務許可事業者）である。
株式会社ウェザーニューズはサービスを提供しており、サービス名は、ウェザーニュースとなっている。

## 概要
アメリカ合衆国に本社のあった海洋気象調査会社・オーシャンルーツの日本法人（以下ORCJ）で代表取締役社長を務めた石橋博良が、金融機関の協力を得た上で同社の陸上・航空部門を1億8000万円で買い取るという、当時としては非常に珍しいMBO（マネジメント・バイ・アウト）方式 で1986年（昭和61年）に設立（設立当時の従業員数は約40人だった）。
設立の背景としては、1970年（昭和45年）1月に小名浜港を襲った爆弾低気圧により貨物船が沈没し15人が犠牲となる海難事故があり、当時の気象技術ではこの爆弾低気圧の予測が難しかったこと、船乗りのための気象情報が存在していなかったことから、石橋が「本当に役立つ気象情報があれば、この事故は防げたかもしれない」としてこの事故をきっかけに気象の世界に進んだことがある。
日本における民間総合気象情報サービスの草分け的企業であるとともに、1993年（平成5年）には親会社のオーシャンルーツを吸収合併し、世界最大の民間気象情報会社および多国籍企業となっている。
ウェザーニューズとしての創業は1986年（昭和61年）であるが、前身のORCJやその前々身であるパシフィックウェザー・アナリシス・コーポレーション社（以下PWAC、1953年〈昭和28年〉創業）を含めると通算70年にも及ぶ歴史がある（2023年〈令和5年〉現在の時点において）。PWACは太平洋上を航行する船舶に対して、気象航路情報の提供を行っている企業であり、世界初の民間気象情報会社である。
元々ウェザーニュースという社名で設立された後、法人名（社名）をウェザーニューズへ変更している。かつて、同社の子会社にウェザーニュースという会社があったこともあり、「ウェザーニュース」と「ウェザーニューズ」は混同されやすいが、「ウェザーニュース」の名称は、同社のインターネットの気象総合サイト、携帯電話向けサイト、BSデジタル放送・ケーブルテレビ向け放送の名称となっていて、社名の「ウェザーニューズ」とは使い分けがされている。
企業や自治体に気象情報を提供するだけでなく、ケーブルテレビ向けに地域対象の天気予報を提供している。
コーポレートキャッチフレーズは「Always WITH you!」（どんなときでもあなたとともに!）。

## 取締役および監査役
（2024年6月3日現在）
取締役
- 草開千仁 - 代表取締役会長
- 石橋知博 - 代表取締役社長・CEO
- 吉武正憲 - 取締役
- 村木茂 - 社外取締役
- 秋元征紘 - 社外取締役
- 林いづみ - 社外取締役

監査役
- 杉野保志 - 常勤監査役
- 小山文敬 - 社外監査役
- 戸田綾美 - 社外監査役

## 沿革
（加筆依頼：オーシャンルーツおよびその前身であるパシフィックウェザー・アナリシス・コーポレーションの沿革も加筆お願いします）
- 1970年（昭和45年）3月 - アメリカのオーシャンルーツ社（以下ORC）の日本法人、オーシャンルーツ日本社（以下ORCJ）が設立（創業年）。
- 1983年（昭和58年）4月 - 朝日放送（現：朝日放送グループホールディングス）への気象情報提供を開始（日本気象協会以外の気象事業者では初の、放送局への気象情報提供）[10]。これには当時日本初となる気象衛星ひまわりのテレビ用雲画像提供も含まれる（1985年、通商産業省（現：経済産業省）が情報化月間における情報化促進貢献優秀処理システム部門で、朝日放送の天気システム開発プロジェクトチームを表彰）。
- 1985年（昭和60年） - 静岡県民放送（現：静岡朝日テレビ）に、放送用気象情報送出システム「GW-DEKITA」初納入。
- 1986年（昭和61年）
  - 米Trimble Navigation Ltd.（英語版）と合弁し「株式会社トリンブルナビゲーション」[11]を設立。[12]
  - 6月 - ORCJの陸上・航空部門をMBOして、株式会社ウェザーニュースを設立。
  - 9月 - 法人名を株式会社ウェザーニューズへ商号変更。
- 1988年（昭和63年）3月 - アメリカ合衆国に現地法人を設立。
- 1989年（平成元年）
  - 7月 - 九州電力に落雷位置評定システム「LPATS」納入、運用開始。
- 1990年（平成2年）
  - 1月 - ダブリュエックス二十四設立。
  - 10月 - 日本テレビ放送網に気象衛星ひまわりの高解像度画像受像システム納入。
- 1991年（平成3年）
  - 7月 - NHK衛星第1にて放送用気象情報送出システム「Weathervison MS」の運用開始。
  - 10月 - ダブリュエックス二十四、ケーブルテレビ向けに気象情報番組「お天気チャンネル」の配信を開始。
  - 10月 - 『ニュースステーション』（テレビ朝日）に、世界初となる3DCGを利用した天気予報を提供[10]。
- 1992年（平成4年）10月 - テレビ神奈川（当時のTVK）『花モクはリクエスト天気』（21:30 - 21:55）放送開始（ - 1993年3月末まで）。視聴者からのリクエストに基づき、特定ポイントの気象予報放送を行った。ただしまだ天気予報が自由化されていなかったため、番組最後の普通の天気予報は気象庁のものを使用した。なお当時のTVKは21:50 - 22:00にニュース・天気予報を放送していたが、この時期の木曜のみ順序を逆にしたうえ天気予報を『花モク-』のコーナーに吸収していた。
- 1993年（平成5年）
  - 10月 - ORCを吸収合併。
  - 11月5日 - テレビ東京『お天気パラダイス』（金曜日 10:00 - 10:54）放送開始[13]。
- 1996年（平成8年）
  - 4月 - 自社制作協力番組『地球天気予報』（NHK BS1）放送開始（ - 2003年3月まで）[10]。
  - 10月1日 - パーフェクTV!（現：スカパー!）の気象情報チャンネル「ウェザーシャワー24」（現：SORA-お天気チャンネル-）への気象情報を提供開始（2000年5月まで）。
- 1997年（平成9年）12月1日 - ディレクTVで気象情報チャンネル「インテリジェントウェザーニュース」放送開始。
- 2000年（平成12年）
  - 6月 - 気象デリバティブのサービス開始。
  - 9月30日 - ディレクTVの日本事業撤退（サービス終了）に伴い、「インテリジェントウェザーニュース」放送終了。
  - 10月1日 - スカイパーフェクTV!で気象情報チャンネル「ウェザーニュース」放送開始[注 3]。
  - 12月1日 - BSデジタル放送（ch910）（独立データ放送）で気象情報チャンネル「ウェザーニュース」放送開始。
  - 12月25日 - ナスダック・ジャパン（現：ジャスダック）（スタンダード）に上場（気象情報会社としては世界初の株式上場）。
- 2002年（平成14年）
  - 5月 - 2002 FIFAワールドカップにおいて、日本の気象情報管理・対応策提供を支援。
  - 12月 - 東京証券取引所2部に上場。
- 2003年（平成15年）11月4日 - 東京証券取引所1部に指定替え[14]。
- 2004年（平成16年）4月1日 - 中国の移動体通信最大手の「中国移動通信集団公司（チャイナ・モバイル）」に気象情報コンテンツの提供を開始[15]。
- 2005年（平成17年）11月7日 - JR東日本・山手線のトレインチャンネル向け気象情報をスタート[16]。
- 2006年（平成18年）
  - 9月15日 - 会社創立20周年を記念して、取引先企業や国会議員など来賓約400人が出席しての記念祝賀会を千葉市内のホテルにて開催[17]。
  - 11月 - 事業者向け緊急地震速報「The Last 10-Second」提供開始。（後述）
  - 12月19日 - 任天堂「Wii」内の「お天気チャンネル」にて天気情報を配信開始[18]。
  - 12月26日 - JR東日本・中央線快速・青梅線・五日市線用車両E233系車内設置のトレインチャンネル向け気象情報をスタート[19]。
- 2007年（平成19年）
  - 1月1日 - イギリス・韓国・オーストラリアの3カ国で、インターネット向け気象サイト「ウェザーニュース」を、現地サービスとして一斉にスタート。
  - 4月23日 - 埼玉高速鉄道の「Sai-Net Vision」[注 4] で気象情報を提供開始[20]。
  - 5月31日 - スカイパーフェクTV!向け気象情報チャンネル「ウェザーニュース」放送終了。
  - 8月16日 - 予報業務許可範囲外の予報業務を行ったとして、気象庁から気象業務法に基づく業務改善命令を受ける。（後述）
  - 10月15日 - 個人向け緊急地震速報「The Last 10-Second」提供開始[21]。
  - 12月22日 - JR東日本・京浜東北線・根岸線用車両E233系1000番台車内設置のトレインチャンネル向けに、動画による気象情報の番組提供をスタート[注 5][22]。
- 2008年（平成20年）
  - 1月17日 - 日本初となる3時間ごとの「花粉予報」開始[23]。
  - 6月17日 - 「Yureプロジェクト」開始[24]。
  - 6月26日 - 世界初となる10分単位での天気が分かる「10分天気予報」開始[25]。
  - 7月3日 - 世界初となる超小型感測[注 6]人工衛星「WNI衛星（仮称）」を2010年に打ち上げると発表[26]。東京大学、千葉大学、アクセルスペースと研究・開発を進めている。（後述）
  - 7月30日 - 局地的豪雨（ゲリラ雷雨）を知らせる「ゲリラ雷雨メール」開始[27]。同時にゲリラ雷雨を感測する「ゲリラ雷雨防衛隊員」も募集開始。
  - 8月10日 - 第22期定時株主総会開催[28]。株主配当を1株あたり10円から15円への増額、企業買収防衛策導入を承認可決。
  - 12月1日 - 「ゲリラ豪雨」が「現代用語の基礎知識選『ユーキャン新語・流行語大賞』」トップ10に選出され、同社が受賞対象者になった[29]。
- 2009年（平成21年）
  - 1月27日 - iPhone用天気予報アプリ「ウェザーニュース タッチ」（現：「ウェザーニュース」）を公開[30]。
  - 1月29日 - トールゲートビジネスが成長したことにより、7.5円の中間配当を初めて実施[31]。
  - 4月27日 - フジテレビジョンとの共同企画[注 7] で、インターネットでの24時間ライブ気象情報番組『SOLiVE24』スタート[32]。
  - 5月13日 - ウェザーニューズPCサイトに「ブログパーツCh」を開設し、ブログパーツを無償公開[33]。
  - 7月23日 - ゲリラ雷雨シーズンに向けて「WITH レーダー」を始動[34]。
  - 7月24日 - NTTドコモ、au、ソフトバンクの各携帯電話キャリアに加え、ウィルコムでも「ウェザーニュース」の携帯サイトが閲覧できるようになった[35]。
  - 7月27日 - 世界初となるお天気マガジン『季刊SORA（そら）』を創刊[36]。
  - 7月28日 - ゲリラ雷雨防衛隊が、群馬県館林市の竜巻を捕捉したと発表[37]。
  - 7月31日 - 同年7月28日に発生した竜巻をうけて、日本初となる竜巻の発生を知らせる「竜巻アラーム」を緊急リリースした[38][注 8]。
  - 9月1日 - ゲリラ雷雨情報をテレビ朝日の地上デジタル放送・ワンセグで開始[39]。
  - 10月9日 - 台風18号の上陸地点について独自の情報を発表したとして、気象庁から気象業務法に基づき再発防止の口頭指導を受ける[40]（後述）。
  - 11月9日 - 2008年7月30日に退役した3代目南極観測船初代しらせの売却先に決定したと発表[41]。
  - 12月1日 - 一般財団法人WNI気象文化創造センター設立、筆頭株主が石橋博良から同センターに異動[42]。
- 2010年（平成22年）
  - 1月26日 - 日本郵船と共同で、日本郵船グループが運航する船舶約680隻に運航船の位置と航路上の10日先までの気象情報を一元的に管理する統一システム「NYK e-missions'」を導入[43]。
  - 1月29日 - HYBRID W-ZERO3（ウィルコム）用天気予報アプリ「ウェザーニュース タッチ」を公開[44]。
  - 2月8日 - 花粉情報をテレビ朝日の地上デジタルデータ放送に提供すると発表[45]。
  - 2月10日 - 3代目南極観測船初代しらせが文部科学省から約4000万円で譲渡される[46]。
  - 2月22日 - 日本郵船と共同で、ロシア極東・サハリン向け液化天然ガス輸送船を対象に「氷海航行管理システム」を世界で初めて開発・導入[47]。
  - 3月8日 - さくら情報をテレビ朝日の地上デジタルデータ放送に提供すると発表[48]。
  - 3月22日 - ミニストップ全店舗に全国のウェザーリポーターからの情報などを活用した「商品発注最適化支援サービス」提供開始[49]。
  - 3月29日 - 同日から朝日放送と協力して、『おはよう朝日です』内の気象情報コーナーにおいて、視聴者参加型の天気コーナー「近畿のみんなでソラをライブ」スタート[50]。
  - 4月1日 - NTTドコモ版Androidスマートフォン「Xperia」の発売に合わせ、Android用天気予報アプリ「ウェザーニュース タッチ」を公開（縦表示のみ対応）[51]。
  - 4月23日 - 韓国の携帯電話事業者LGテレコムと共同で韓国向け気象サービスを本格展開する事で同意し、同日に2社間で調印式を実施[52]。
  - 4月28日 - 中国の最大手携帯電話事業者のチャイナ・モバイルが運営する携帯ポータルサービス「モンターネット」に中国国内の内資会社を通じての気象コンテンツを提供開始[53]。
  - 5月2日 - 船橋港（港則法上は千葉港葛南区）にてSHIRASEの一般公開とウェザーニューズ社員やウェザーリポーター約320人、国会議員など約500人が出席してのグランドオープニングセレモニーを開催[54]。
  - 5月22日 - 同社の創業者で代表取締役会長でもあった、石橋博良が死去（享年63）[55]。
  - 6月25日 - サムスン電子のスマートフォン「GALAXY S」の発売に合わせ、「ウェザーニュース タッチ」の韓国版である、天気予報アプリ「ウェザーニュース」のサービスを韓国で開始[56]。
  - 7月1日 - JR東日本・京葉線用車両E233系車内設置のトレインチャンネル向け気象情報をスタート[57]。
  - 7月1日 - シャープの液晶テレビAQUOS向けに「ウェザーニュース」のサービスを開始[58]。
  - 7月9日 - 土砂災害の危険度やがけ崩れの発生を知らせる「がけ崩れアラーム」開始[59]。
  - 7月12日 - 携帯サイト内の「ピンポイント天気」に新機能「ピンポイント天気SuperZoom」追加[60]。
  - 7月13日
    - 携帯サイト内の「雨雲レーダー」機能をバージョンアップした「雨雲カウントダウン」開始[61]。
    - 先日死去した、同社創業者 石橋博良氏の「船出の会」を千葉県船橋市のSHIRASE艦上にて実施[62]。

  - 7月14日 - 携帯サイト内の「週間予報」をバージョンアップして、気象業界史上初となる10日間の天気傾向を開始[63]。
  - 7月15日 - 携帯サイト内で約1ヶ月間のアンケート（体感）調査に答えてもらうことで、利用者の24時間先までの天気に対してどのように感じるのか予報する、気象業界史上初となるサービス「体感予報」開始[64]。
  - 7月16日 - 携帯サイト内の「マイソリューション」から、利用者のライフスタイルに合ったメールサービスが検索できる「ソリューション マッチング」開始[65]。
  - 7月21日
    - 「SOLiVE24」の視聴者と共同制作した、サポートソング「ソラトモ〜空を見上げて」をPC・モバイル向けに無料配信を開始[66]。
    - ゲリラ雷雨の発生を携帯電話に通知する「ゲリラ雷雨メール」と、ゲリラ雷雨発生の危険性をリアルタイムに表示する「ゲリラ雷雨Ch.」開始[67]。

  - 7月23日 - 全国のウェザーリポーターと共に打ち水を行い、その効果を検証する日本最大級のプロジェクト「打水感測2010」開始[68]。
  - 8月1日
    - 日本テレビ放送網に代わり、NTTドコモのiチャネル内にある天気予報サイトに提供開始[69]。
    - 熱中症の危険が最大レベルになる「猛暑（気温37℃）」に達する恐れがある場合、事前に携帯電話へメールで通知する「スーパー猛暑メール」開始[69][70]。

  - 8月5日 - 日本ヒューレット・パッカードの個人向けプリンター複合機「HP Photosmart Wireless B110a」の発売に合わせ、該当プリンター複合機向けに「ウェザーニュース」のサービスを開始（当面は北米地域の気象情報のみ提供。日本の気象情報提供は今秋対応予定）[71]。
  - 8月6日 - 北極海の海氷域の面積が、夏を迎え急速に減少しているのに伴い、北極海航路が一時的に開通する可能性が高まった為、同社グローバルアイスセンターから「北極海ウィークリーリポート」を提供開始[72]（同年9月9日に北西航路南ルート（カナダ側）が開通したと発表[73]）。
  - 8月10日 - 一部の携帯電話からウェザーニューズ携帯サイトの一部サービスにアクセスできなくなる事態が発生[74]。（後述）
  - 8月15日 - 第24期株主総会、株主サポーターフォーラム、SHIRASE体験乗船（株主以外に3名まで乗船可）実施[75][76]。第24期の余剰金は株主総会の議決により、末期配当として1株につき17円50銭と決定。同期の年間配当金が1株につき25円となる[76]。なお、定款の変更が承認され、株主総会の開催場所の縛りを廃止した。条件が整えばSHIRASEなどで開催したい、と株主からの質問に対し回答している[77]。
  - 9月1日 - 同日午前7時からの『ソラマド・モーニング』（SOLiVE24制作）より、テレビ神奈川（tvk）地上デジタルのデータ放送にて、ウェザーリポートやゲリラ雷雨情報などの終日提供を開始[注 9][78]。
  - 9月6日 - 非常食の期限が切れていないかを定期的に確認できるメール通知サービス「非常持出袋の点検メール」開始[79]。
  - 9月16日 - 全米の英知を結集させ、“無”常識に、革新的なサービスを実現させるために「Oklahoma Innovation Center」をアメリカ合衆国オクラホマ州に設立[80]。
  - 9月29日 - KDDIと気象情報を活用したサービスで提携する事を発表[81][82][83]。（後述）
  - 10月4日 - 同日からテレビ朝日と協力して『やじうまテレビ!』内の気象情報コーナーにおいて、視聴者参加型の天気コーナー「みんなでソラをライブ」、名古屋テレビ放送と協力して『どですか!』内の気象情報コーナーにおいて、視聴者参加型の天気コーナー「東海のみんなでソラをライブ」をスタートさせたと発表[84][85]。
  - 10月27日 - 紅葉スポットの見頃を携帯メールで通知するサービス「紅葉行こうよメール」開始[86]。
  - 10月29日 - 「ウェザーニュース タッチ」のバージョンアップに伴い、新たにDesire（ソフトバンクモバイル）、GalaxyS（NTTドコモ）、IS01（au）向けへの正式サービスを開始[87]。
  - 11月1日 - ウェザーニューズPCサイトで「ウェザーリポートCh.」開設[88]。
  - 11月11日 - 本州四国連絡高速道路と共同で強風対策に関する研究を開始[89]。
  - 11月25日 - 光iフレーム（NTT東日本）向けにウェザーニューズの天気情報を配信開始[90]。
  - 12月1日 - 株式会社ダブリュエックス二十四を吸収合併。これにより、同社からBSデジタル放送（BS910ch）の委託放送事業を継承[注 10][91]。
- 2011年（平成23年）
  - 1月18日 - 一般財団法人WNI気象文化創造センターと並び、株式会社ダブリュー・エヌ・アイ・インスティテュートがウェザーニューズの筆頭株主に異動[92]。
  - 1月28日 - 同月26日に噴火した新燃岳（鹿児島県）の噴火活動に関する最新情報を伝える特設サイト「新燃岳火山特設サイト」を携帯サイトとPCサイトに開設[93]。
  - 2月2日 - 千葉市と共同で、千葉市民向けの減災情報共有サイト「ちば減災プロジェクト」開始[94]。
  - 3月7日 - 宮崎県都城市にてLIDAR（レーザー光観測機）による試験観測を開始[95]。
  - 3月14日 - 同月11日に発生した東日本大震災（東北地方太平洋沖地震）に関する特設サイトを携帯サイトとPCサイトに開設[96]。
  - 3月17日 - 霧島・新燃岳の最新火山情報を地元ケーブルテレビに提供開始[97]。
  - 3月23日
    - 東日本大震災の被害状況を集めた「減災リポートマップ」を公開[98]。
    - KDDIと共同で気象観測設備「ソラテナ」を東日本大震災被災地に設置[99]。

  - 3月31日 - JR東日本向けに配信していた「トレインチャンネル」への提供を終了（翌日から日本気象協会提供に切替）[100]。
  - 4月4日 - テレビ朝日と全面提携することを発表[101]。
  - 12月1日 - 株式会社ウィズステーションを合併[102]。
- 2012年（平成24年）7月28日 - ブラック企業大賞特別賞受賞。ブラック企業の特徴を満遍なく備えた「典型的ブラック企業」体質による。
- 2013年（平成25年）
  - 3月11日 - スマートフォン専用アプリ「地震津波の会」を提供開始。Android版で先行リリースされ、IOS版を継いで提供開始された。上述の「The last 10 Second」とは分離しており、サービスの利用には別料金を要する[103]。
  - 8月11日 - 本社・本店所在地を、東京都港区芝三丁目1番14号日本生命赤羽橋ビルから現住所地へ移転[104]。
- 2015年（平成27年）4月1日 - 季刊『SORA』を終了し、デジタルマガジンとして月刊『SORA8』を創刊[105]。
- 2016年（平成28年）9月30日 - BSデジタル放送での「ウェザーニュース」放送終了に伴い、委託放送事業についても終了した[注 11][107]。
- 2017年（平成29年）11月 - 月刊『SORA』が2017年11月号をもって休刊[108]。
- 2018年（平成30年）4月16日 - インターネットでの24時間ライブ気象情報番組『SOLiVE24』を終了し、『ウェザーニュースLiVE』を開始。
- 2024年（令和6年）7月1日 - Googleと提携し、同社サービス「Google ナウキャスト」に降雨データの提供を開始[109][110]。

## 事業内容
モバイルコンテンツサービス
携帯電話をメインに据えた全世界サービス網を持ち、課金システムはローカライズされている が、主な機能は日本に集約している。システム規模は世界最大で、日本でも携帯電話の有料お天気サイトでは会員数トップの約160万人の有料会員がいる。サービス開始当初（1999年2月）は携帯電話会員数（当時は月額105円コースのみ）が4人しか加入しておらず、当事業の収益が携帯電話会社の手数料や消費税などの諸経費を差し引いて、たったの67円だった事をウェザーニューズ取締役の石橋知博が明らかにしている。2004年（平成16年）4月にau・EZチャンネルへ携帯電話向け初の天気動画チャンネル として始まった携帯サイト連動型動画番組『ウェザーニュース』（現：『おは天』）は、その後、EZweb、NTTドコモ・FOMA、ボーダフォン（現：のソフトバンクモバイル）・ボーダフォンライブ!（現：Yahoo!ケータイ）に対応 し、更に2005年2月から韓国のKTフリーテル（現：KTF）で、同年9月から台湾のFarEasToneでも同様の番組が提供され、韓国進出時に実施されたお天気キャスターの一般公募はその後進出した台湾、更に日本でも実施されている（日本については、2009年3月の公募を最後に一般公募を一時休止していたが、2010年11月に約1年半ぶりに一般公募を実施する）。
航空気象コンテンツサービス
航空管制からフライトプラン作成用資料の提供など大型旅客機・航空貨物パイロット向けのサービスと、山岳地における低高度気象情報の提供など地域航空向けのサービスを行っている。JALやANAなどの国内航空会社のほか、ヴァージン・アメリカや中国東方航空などの海外航空会社でも同サービスを導入している。
この他、NHK福岡放送局とNHK広島放送局及び福岡県の民放テレビ4局（九州朝日放送、RKB毎日放送、福岡放送、テレビ西日本）の大規模災害時における報道用ヘリコプター取材の運行管理システムとしても採用されている。
航海気象コンテンツサービス
航路上の気象状況を気象衛星および同社所有の海上ブイからのテレメトリ情報をもとに、航路最適化・寄港地における気象状況といったサービスを提供している。
停泊船舶の安全管理の必要性が高まる中、OPO（Optimum PortOparation、停泊船舶保全サービス）が提供された。これは停泊中の本船への台風、爆弾低気圧の接近の告知や荒天の状況を運行海運業者と当該船舶に対し発信するサービスである。
海上気象コンテンツサービス
石油掘削基地をはじめ、海上で固定的に運用する設備向けの気象情報サービスである。
流通気象コンテンツサービス
コンビニエンスストア等における、気象状況に応じた発注情報の最適化サービスを提供する。セブン-イレブン・ジャパン やミニストップ などで同サービスを導入している。
放送気象コンテンツサービス
幕張グローバルセンター内に、3つのテレビスタジオ（携帯電話向け動画収録も兼ねる）があるWNI SITEと、予報業務の中枢であるGPEC（グローバル気象予報センター）内にも放送ブースを有し、自社制作による気象映像番組を、テレビやインターネットで配信している。日本の気象情報会社で唯一の放送事業者（衛星基幹放送事業者）であり、国内唯一のBSデジタルデータ放送における気象専門チャンネルを保有していた他、J:COM など各地のケーブルテレビ局への気象情報番組の提供、自社ウェブサイト・国内ポータルサイト（MSN ビデオ）、海外に対しても気象番組の配信を行っている。
報道気象コンテンツサービス
気象予報士や放送技術とノウハウを国内地上波テレビ・ラジオ局に提供している。国内テレビ局における同社のシェアは70%を超えている。また、テレビ各局で使用されている天気予報の自動音声システムも自社開発している。伝送媒体に通信衛星から海底ケーブルまで幅広いラインナップを持っており、同社の営業社員の大半は気象予報士である。
道路気象コンテンツサービス
気象情報による一般道路・高速道路の速度制限やトラフィックマネジメントといった基本的なサービスのほか、コンサルタントによる運用アドバイスなど幅広いノウハウと技術提供を行っている。
防災気象コンテンツサービス
河川防災など基本的サービスの他、地域ケーブル局と連携し住民に避難情報の勧告、リアルタイムなデータの提供などを行っている。また同社はBSデジタル放送局であるため、地域放送局が壊滅的ダメージを蒙っても情報を供給することができる。
鉄道気象コンテンツサービス
運行指令業務サービスを基本に、災害情報、また同社得意の限定地域における短期間予測によるサービスによって設備改修作業における情報の提供を行っている。また、近年の突風・竜巻・ゲリラ雷雨などの災害による安全運行規制を支援するサービスも行っている。
トラベル気象コンテンツサービス
旅行産業市場事業者や屋外施設運営を行なう事業者に、気象情報を提供し、旅行日程調整や施設運用可否判断といったサービスパッケージを用意している。
スポーツ気象コンテンツサービス
各種スポーツ設備運営業者をはじめ、開催日程や設備運用可否判断といったサービスを提供している。同社はFIFAワールドカップを主催している国際サッカー連盟、正月の大型スポーツイベントの一つでもある箱根駅伝、インディカー・シリーズ（IRL）のイベントの一つでもあるインディジャパン300（2009年 - ）、選抜高等学校野球大会・全国高等学校野球選手権大会を主催している日本高等学校野球連盟（1983年〈昭和58年〉 - ）、ジャパンラグビーリーグワン（2022年 - ）、JD.LEAGUE（2022年 - ） とも提携・協力している。さらに高校野球の地方大会でも、別のスポーツで発生した落雷事故の裁判で主催者と高校に巨額の損害賠償を命じたことを受けて、2009年（平成21年）は埼玉・千葉・静岡・兵庫・宮崎各県の高野連にも気象情報を提供した。
動気候コンテンツサービス
農作物収穫スケジュール作成に必要な情報を提供し、また同社が世界規模で気象庁を買収もしくは提携している事により、エルニーニョ現象などによる異常気象発生の予測など広域気象情報サービスを行っている。
電力気象コンテンツサービス
電力・ガスなど動力施設に対して、気象による需要変化の予測サービスを提供し、電力潮流制御や燃料調達計画を支援している。
工場気象コンテンツサービス
気象に基づく生産管理支援、落雷など動力への支障発生を予測するサービスを提供している。同社は多くの電力会社、ガス会社と提携しており、それらの提携先から入手した情報をフィードバックし、サービスを提供している。
健康気象コンテンツサービス
花粉発生予測、紫外線情報、熱線情報を総合的に扱っており、健康管理における目安となるサービスを提供している。このサービスはBSデジタルデータ放送、ケーブルテレビ放送から入手できる他、提携している病院からも情報を得ることができる。
童理気象データサービス
本サービスは特定の物を扱っているものではない。同社は24時間365日、基本となる気象情報から、日本・アジア・米国・欧州それぞれに最適化し基本情報のほか応用情報を用意、各種教育機関、研究機関に情報提供している。同社におけるサービスの基幹でもあり、他のサービスにおけるデータソースでもある。

### The Last 10-Second
緊急地震速報の配信を「The Last 10-Second」というサービス名で行っている。事業者向けが2006年11月16日から、一般向けが2007年10月15日から、NTTドコモのiコンシェル向けが2009年9月1日から、それぞれサービスを開始。他の緊急地震速報サービスの多くは、受信にCATVなどの専用回線と専用受信端末を必要とするが、同サービスでは一般的なインターネット回線に常時接続し、パソコンで専用のソフトウェアを起動していれば受信可能（ただし伝送遅延が発生する）。
利用料金は、一般向け が1か月あたり324円、事業者向け が1年間あたり1万5428円。一般向けは同社の携帯サービス（324円）を利用するか、クレジットカードでの支払いができる。
2008年7月4日更新分のVer2.2.2.0からは、同社開発の"揺れをはかる専用機"「Yure Station」との連携機能が付加された。iPhone版ウェザーニュースタッチにおいても「地震アラーム」として緊急地震速報に対応。
また、2011年3月に発生した東日本大震災を受け、2011年5月19日にソフトウェアの機能を大幅にリニューアル。表示画面そのものは以前のものとほとんど同じだが、震源・最大震度・登録地点の推定震度・強い揺れが到達するまでの秒数に加えて、地震の発生した時刻・震源の深さ・規模が表示されるようになった（これまでは有志制作のソフトを使用しないと確認できなかった）。また、第3報までしか表示できなかった点も改良されて、続報がすべて表示されるようになったほか、津波の可能性がある場合、および津波情報（津波注意報・津波警報・大津波警報のいずれか）が発表されている場合は音声とともに通知するようになった。さらに、東日本大震災の訓練情報もあわせて登録された。
ソフトウェアに予め登録した地点に対して推定震度は別途計算しているため、気象庁の最大推定震度と異なり、また震源付近は震度の誤差がわずかでも、離れた地点の場合は大きく違うことがある。なお、第1報と第3報において登録した地点の震度の計算を行い、第4報以降での震度の再計算は基本的に行わない仕様となっている。この仕様の弊害が、過去の地震においてもいくつか見られた。
- 2009年9月5日：減災ウィーク（9月1日 - 7日）の一環として、同社が運営する生放送の気象情報番組『SOLiVE24』の番組内で、The Last 10-Secondを使用した防災訓練が行われた[注 19]。
  - 同様の防災訓練は2010年1月17日にも『SOLiVE Evening』内で行われた[127]。
  - また、同様の防災訓練は2010年3月20日にも『SOLiVE Afternoon』内にて実施した。更に、同年2月27日に発生したチリ地震による津波被害を受けて、津波を想定した訓練も同時に行われた[128]。
  - 2010年9月4日放送の『SOLiVE イブニング』内でも防災訓練を行い、同時に同年9月1日 - 5日の「減災ウィーク」期間中に減災に関するディスカッションを実施した[129]。また、訓練後に携帯サイトにてアンケート調査を行い、同年9月6日に結果を公表。全国の視聴者からの報告をまとめた結果、緊急地震速報確認から地震発生までの10秒間で何もできなかった人が約6割に上ることが明らかとなった。なお、津波訓練は実施しなかった[79][130]。

ウェザーニューズは「来るべき震災に備えて身を守る方法を考え、訓練への参加を重ねることで行動が習慣づけられていくよう、今後も訓練を定期的に行っていく」と述べている。

### ソラテナ（WITHセンサー）

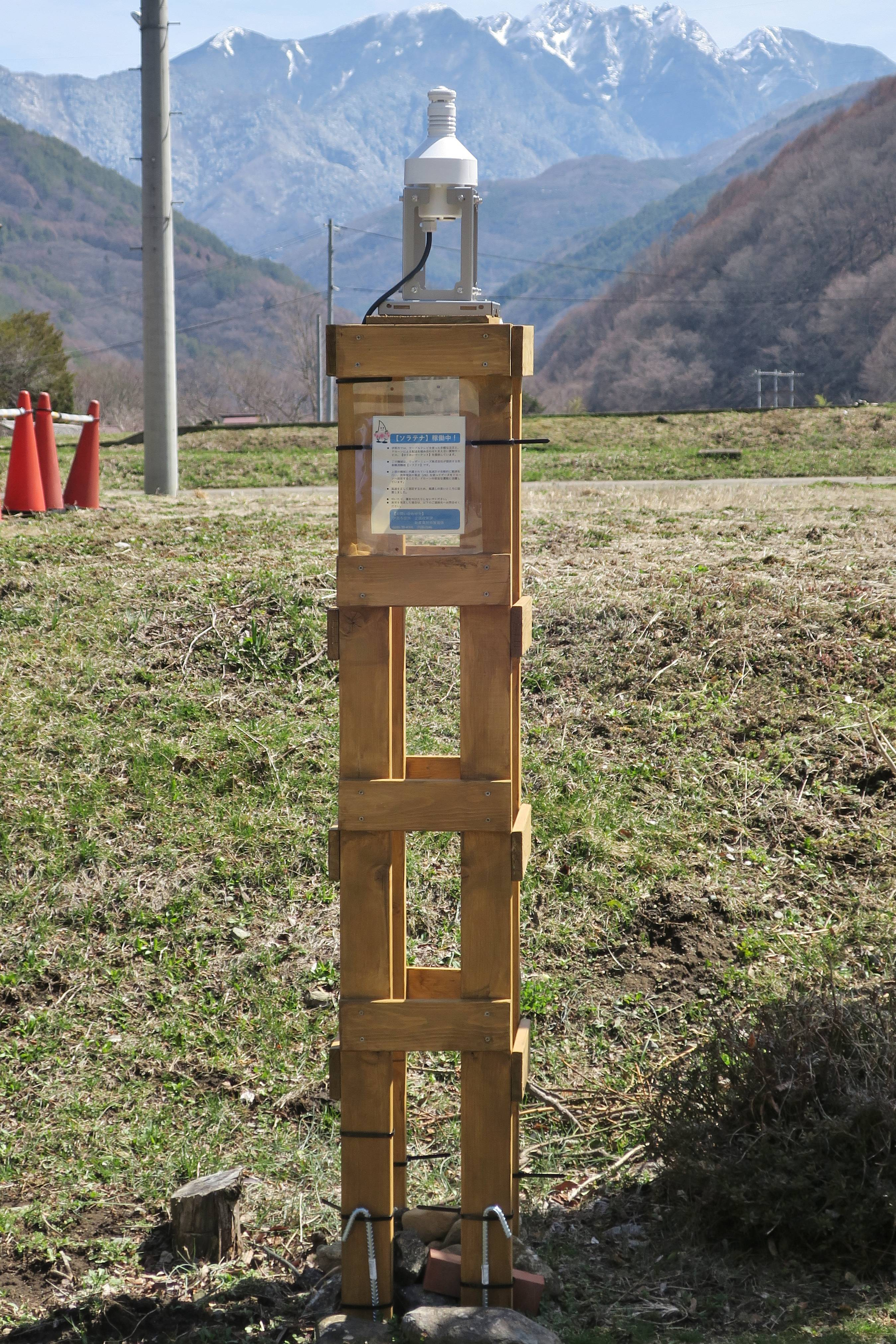
長野県伊那市に設置されたソラテナ。気象データをドローン宅配便の運行に活用している。

2010年9月29日に発表した、ウェザーニューズとKDDIとの気象情報を活用したサービスに関する提携の中で明らかになった。
それによると、全国のau携帯電話基地局に気象観測設備（ロームと明星電気が開発協力）を設置し、その気象観測設備にキャラクターを持たせて擬人化させ、EZwebとAndroidを搭載したIS01・IS03他今後発売される端末向けに配布されている専用アプリを通じて、お気に入りの場所の基地局を登録すると、雨の降り始めや気温・気圧・紫外線などの情報をTwitterの様に基地局からつぶやきの形式で利用者に提供する。また、アンケート調査や各地域独特の気象状況に対応していくとしている。
2010年11月29日より、東京都近郊の携帯電話基地局約100局に気象観測設備を設置し、トライアルサービスとして提供開始。その後、気象観測設備の設置を全国約3000局にまで拡大。2011年5月30日に正式サービスとして提供開始。東日本大震災の影響で東北地方を中心に観測機の設置が遅れていたが、2011年8月12日にすべて設置を完了している。
利用料金は、開始当初に限って有料サービスとして無料サービス期間を設けていたが、通年で利用料が無料となり、既存のウェザーニュース会員以外でも新規登録することができる。
なお、他キャリアの利用者は、ソラテナでの観測データを予報に反映させることによって恩恵を受けることになる。
ソラテナの観測施設は、気象業務法に基づく気象庁長官への届出がなされておらず、使用しているセンサー類も同法に基づく気象測器検定を受けていないため、これによる定量的な観測値を発表したり、予報資料として利用することはできない。このため、ウェザーニューズでは、東日本大震災後の2011年5月13日に、日本経済団体連合会の 「東日本大震災にかかる規制改革要望（第2弾）」の一環 として、被災したアメダス等の気象庁の観測網を補完し、また被災者の健康管理に資する情報を提供するために、被災地に設置されたソラテナの観測データを数値データとして公開できるようにすることを政府に要望した。
しかし、これに対する政府の回答 は、
- 要望の時点でアメダス観測地点のほとんどが復旧しており、これを補完するデータとしても、NTTドコモが設置している届出・検定済みの観測網の利用が開始されているので、あえて無届・無検定の観測施設のデータを用いる必要はないこと
- ウェザーニューズが震災直後に届出・検定の手続きをとっていれば、2011年3月中に法に適合した観測施設とすることができていたため、あえて特例を設ける緊急性がないこと

を理由として、要望を却下している。
ソラテナは、いまだに無届・無検定の状態であるため、被災地向けの観測データの提供は、定性的な表現でしか行われていない。
2017年3月30日にサービスを終了している。

## 社是
「よく遊べ、たくさん遊べ、仲間と遊べ」
人は遊ぶとき、
とにかく楽しんでいる。
自分の意思で遊ぶ。
冒険心を持っている。
失敗をおそれない。
自分を磨くことを覚える。
新たな発見をする。
知れば知るほど、やればやるほどおもしろくなり、うまくなればなるほど、さらにおもしろくなる。
良い仲間をみつける。
人は良い仲間と遊ぶとき、
より大きな楽しみをみいだす。
今までにない自分をみいだす。
自分をさらけだせる。
仲間を思う心が芽生える。
人はさらに多くの仲間と遊ぶとき、
より大きな喜びをみいだす。

## 拠点

### グローバルセンター
千葉県千葉市美浜区の幕張新都心にあるウェザーニューズ本社（幕張テクノガーデン内）にあるグローバルセンターは、気象予報士と同社が自力開発したクラスタ型スーパーコンピューターによる全地球予報システム、数千本ものクライアントとの通信回線、放送局機能、ロジスティクス、研究開発部門、営業総本部を擁する。経営方針の決定機関も同センターの機能であり、全社員出席の会議の元、社の舵取りを行っている。
なお、天災などの事由により幕張のグローバルセンターでの運営が困難になった場合は東京・ 日本生命赤羽橋ビルを使用、赤羽橋ビルも使用できない場合はアメリカ・オクラホマ州のノーマンにあるオクラホマ・イノベーションセンターをバックアップセンターとして利用する事を明らかにしている。2011年3月11日に発生した東日本大震災（東北地方太平洋沖地震）では、グローバルセンターがある幕張新都心（千葉市美浜区）でも震度5強の強い揺れを観測し、東京電力による計画停電の実施区域（2グループ）にも指定されたが、ウェザーニューズによると、社員や設備等への支障は無く、名古屋に「名古屋オペレーションバックアップセンター」を開設した上で事業継続を行うとしている。また、計画停電についても、自家発電設備により通常通りのサービスを行うとしている。

### 各地の拠点
※★：SSB（戦略的販売拠点または駐在員事務所）、☆：運営拠点、無印：その他
アジア・太平洋
- 日本
  - 札幌★
  - 仙台★
  - 東京★
  - 千葉（幕張新都心）☆
  - 新潟★
  - 金沢★
  - 静岡 ※閉鎖
  - 名古屋★
  - 大阪★
  - 広島★
  - 高松★
  - 福岡★
  - 鹿児島 ※閉鎖
  - 那覇 ※閉鎖

- 中国
  - 香港★
  - 上海★

- 台湾
  - 台北★

- 韓国
  - ソウル★

- フィリピン
  - マニラ★☆

- ネパール
  - カトマンズ

- マレーシア
  - クアラルンプール

- シンガポール
  - シンガポール★

- ミャンマー
  - ヤンゴン☆

- インド
  - ニューデリー★
  - ムンバイ ※閉鎖

- ベトナム
  - ハノイ

- インドネシア
  - ジャカルタ

- オーストラリア
  - シドニー

北アメリカ
- アメリカ合衆国
  - オクラホマ☆
  - ニューヨーク★
  - サンフランシスコ ※閉鎖
  - アトランタ ※閉鎖

南アメリカ
- ブラジル
  - サンパウロ

ヨーロッパ
- ロシア
  - モスクワ

- フランス
  - パリ ★☆

- ドイツ
  - フランクフルト ※閉鎖
  - ハンブルク ※閉鎖

- イタリア
  - ミラノ

- オランダ
  - アムステルダム☆

- スペイン
  - マドリード ※閉鎖

- イギリス
  - ロンドン★
  - アバディーン ※閉鎖

- デンマーク
  - コペンハーゲン☆

- ギリシャ
  - アテネ★☆

## 行政指導、不祥事など

### 10日間の天気傾向の発表に対する業務改善命令
2006年（平成18年）4月28日に発表した、9日間のゴールデンウィーク天気傾向が許認可の範囲を超えているとして、気象庁から改善を求められた。
そのため、翌年（2007年〈平成19年〉）以降の発表からは、利用者の要望に応えるための期間限定の天気の「傾向」であり、先になればなるほど少しずつ天気の精度は低下するので、目安として利用すると共に、外出の際は最新の気象情報を確認するようにとの注釈を記載している。
なお、2010年（平成22年）7月14日には同サービスに近いものとして、10日間の天気傾向を開始。

### 新入社員の過労死自殺問題
2008年（平成20年）10月2日、会社近くの自宅で入社6か月の25歳契約社員が自殺した。月200時間を超える長時間残業が続き、上司から厳しく叱責される中で、どんどん追い詰められた結果だった。2010年（平成22年）6月、千葉労働基準監督署が過労自殺と認定。2010年（平成22年）12月、京都地方裁判所で会社側が正式に謝罪し遺族との間で和解が成立。

### 「がけ崩れ予測メール」に対する行政指導
新潟県中越沖地震の被災地域を対象に、2007年（平成19年）7月19日から8月31日までの期間限定の試験的なメール配信サービス「がけ崩れ予測メール」を開始。
しかし、同社が気象業務法に基づく予報業務許可を取っていたのが「気象」及び「水象」の予報だけであったため、同サービスは許可の範囲外の「地象」の予報にあたるとして、7月下旬、気象庁は、同サービスの取り止め（あるいは「地象」の予報の認可を取ること）を勧める行政指導を行った。
この行政指導において、ウェザーニューズが、気象庁から同サービスの科学的根拠と法的位置付けを問われたのに対して「自社の民間気象業務史における役割」や契約自由の原則について独特の見解を披露するなどの不可解な対応をとったこと、また、実際の予測に的中の例がなく、空振りと見逃しのみであったという調査結果から、気象庁は、同サービスには充分な科学的根拠がなく、ユーザーに対する有用な情報の提供を保証できないものであると判断、被災地に混乱を引き起こす可能性があるとして、8月16日に、同サービスの停止、「気象」の範囲内へのサービス内容の変更、または「地象」の予報の認可の申請を求める等の業務改善命令（行政処分）を行った。
これを受けて、ウェザーニューズは、被災地に混乱が起こった例はなく、また同サービスは既存の許可の範囲内であるという認識のもと、当初は予定通り期間終了まで同サービスを継続することを主張したが、気象庁との見解の相違を埋めることは難しいと判断、8月17日12時をもって同サービスの配信を中止（繰上げ終了）した。代わりに、8月末まで「中越沖被災地サポート臨時電話」を設置し、降雨による被災地への影響に関する相談を24時間体制で受け付けた。また、8月23日に気象庁に業務改善命令に対する回答を提出した。
2010年（平成22年）7月9日、同サービスに近いサービスとして「がけ崩れアラーム」をリリースした。
なお、気象庁は土砂災害や洪水の予報について、一部の業務を2023年（令和5年）度からウェザーニューズを含む民間の気象情報会社にも解禁する予定で調整を進めていることが2022年（令和4年）8月に報じられている。

### 平成21年台風第18号の上陸発表に対する口頭指導
気象庁は平成21年台風第18号の上陸地点について、2009年10月8日午前5時過ぎに「愛知県知多半島付近に上陸」と発表したが、既にウェザーニューズは現地からのウェザーリポートなどの情報を元に「午前4時頃、三重県志摩半島に上陸」と約20分前に同社のインターネット上に掲載していた。気象庁は、これが台風進路に関する独自情報の発表にあたるものであり、一般向け予報業務許可の条件に違反（気象業務法第21条に掲げる許可取消要件に該当）したとして、翌日の10月9日に気象庁から気象業務法に基づき再発防止の口頭指導を行った。これについて、ウェザーニューズは同年10月14日深夜に自社制作番組『weathernews LiVE』に同社所属の気象予報士や取締役が出演し、同件についてのウェザーニューズの見解を述べて、気象庁に反論した。
気象庁は、ウェザーニューズが、解析精度の限界と防災上の観点とから定められた一般的な定義ではなく、その場限りの定義をもって「上陸」を判定していたこと、サポーターから集めた気圧データを海面更正せずに使用していたことなどを踏まえ、10月29日に同社を含む民間事業者向けに台風情報に関する講習会を開催した。ウェザーニューズは2009年10月19日と11月5日に気象庁に上申書を提出、12月3日にはウェザーニューズ側の提案に基づいた気象庁側の依頼により、約2万5000通のウェザーリポートを台風解析の参考として気象庁に提出した。
2010年1月6日に産経新聞は、気象庁が2009年11月に発表した確定値と速報値の違い などを元に、台風18号の進路を「10月8日4時過ぎに志摩半島先端の三重県大王崎付近を通過」と修正したと報じ、ウェザーニューズも1月6日付で同様の見解を発表。それに対し気象庁は、台風18号の進路を修正したのではない（実際に、観測値を有効数字に丸めた際の変化にすぎない）として、ウェザーニューズ社の広報や社内管理体制等の改善について1月28日に文書で指導した。ウェザーニューズ側は2月5日に気象庁に提出した見解で1月6日付の見解を一部修正した。

### フィルタリング規制
2010年8月10日頃からウェザーニューズ携帯サイトの中にある「ウェザーリポート」が携帯電話事業者のフィルタリング規制サービスにより、アクセス制限対象と指定され、一部の未成年者所有、またはフィルタリング設定している携帯電話からウェザーリポートを閲覧・投稿できないという事態が発生した。ウェザーニューズはフィルタリング委託会社・機関などと協議した結果、ウェザーリポートへのアクセス制限は同年8月25日 - 26日にかけて、指定解除されたが、今度はウェザーニューズの携帯有料会員同士が質問する「みんなの質問」や「お気に入り登録」がアクセス制限対象に指定され、閲覧できないという事態が発生していた。
これについて、規制開始から約2週間、同社取締役のコメント（後述）や2010年8月15日に開催された、第24期定時株主総会での質疑応答を除き、ウェザーニューズとしての見解・声明は出ていなかったが、同年8月26日に同社としての見解を携帯サイト上にて発表した。それによると、ウェザーニューズとしては現在、携帯電話事業者や関係機関にて行われている、フィルタリング規制の定義や規制方法についての議論を注視しつつ、気象に関わる部分・サービスについては制限がかからないように引き続き協議していくとしている。
また、「みんなの質問」の中にも一部、本来の趣旨とは異なる質問・投稿があったとして、マナー・モラルの遵守を呼びかけると共に、理想的な「みんなの質問」についてのアンケート調査を実施。2010年8月31日に結果発表している。
ウェザーニューズではフィルタリング委託会社・機関などと協議した結果、「みんなの質問」のお知らせメール機能にフィルタリング規制の原因があったことが判明。2010年9月1日に同機能の改修を行った結果、翌日（2日）に「みんなの質問」や「お気に入り登録」へのフィルタリング規制は解除された。
なお、同社取締役（当時、現在は同社取締役専務執行役員）の石橋知博は2010年8月12日に自身のTwitter上で「減災に関わる情報は、子供から大人まで、誰もがアクセスできる世の中になってほしいと願う」とのコメントを出している。

## WNI中期ビジョン（プロジェクト）
ウェザーニューズが現在進めている、3つの大型プロジェクトの総称の事を指す。

### SHIRASEプロジェクト

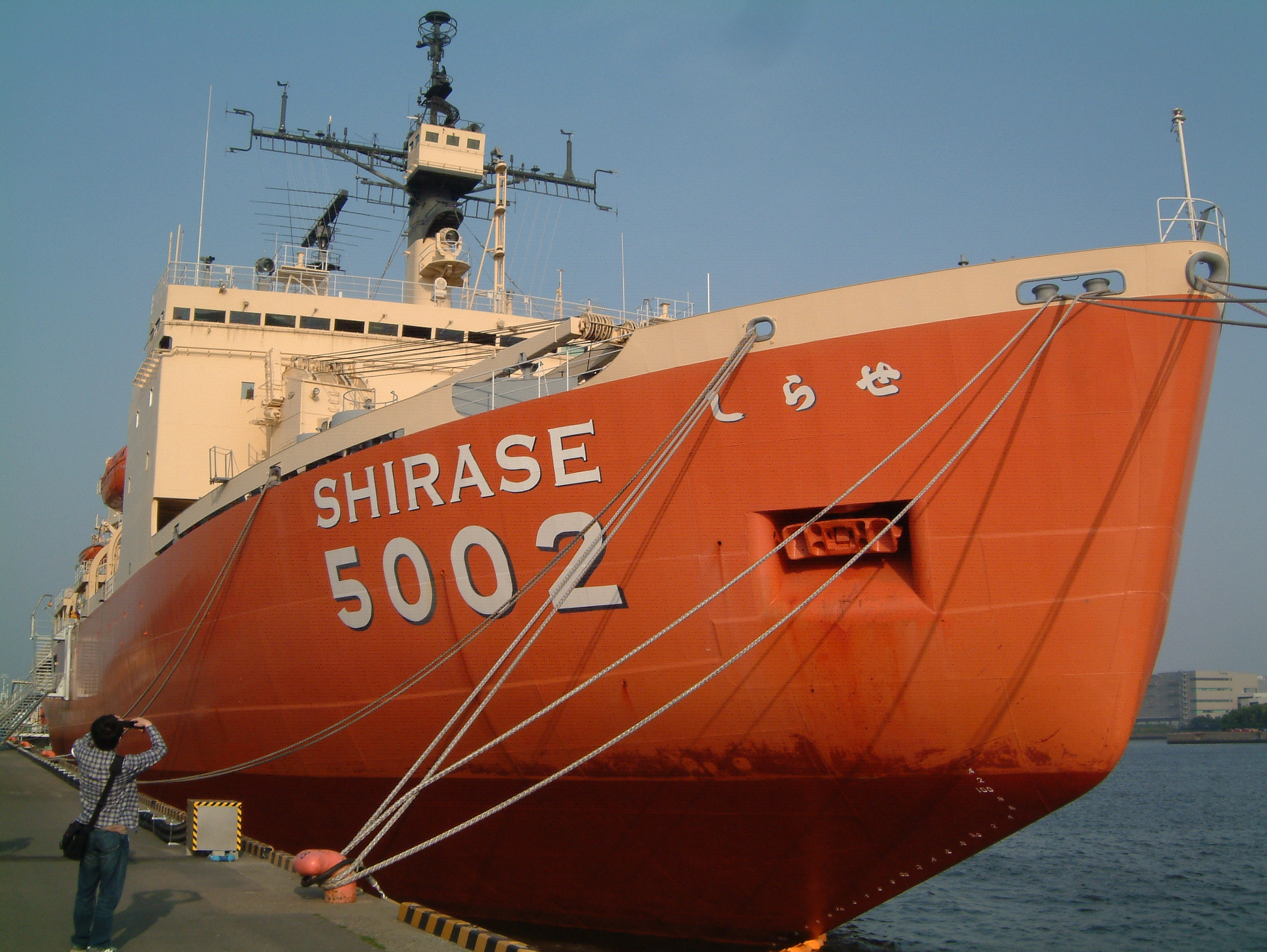
SHIRASE - 船橋港（2010年5月）

3代目南極観測船初代しらせを文部科学省から買い取り、一旦船橋港に係留した後、千葉港または幕張沖に停泊させ気象観測船「SHIRASE」として再利用するプロジェクトである。
2013年9月にウェザーニューズよりWNI気象文化創造センターに譲渡。

### CASAプロジェクト
ウェザーニューズが独自開発した小型レーダー「WITHレーダー」を全国各地に設置し、ゲリラ雷雨防衛隊と共に通常のレーダーでは捉えられない局地的な雨を捕捉していくプロジェクトである。

### WNI衛星プロジェクト

#### WNISAT-1
ウェザーニューズと東京大学・千葉大学・アクセルスペース が共同開発した小型人工衛星「WNISAT-1」 を利用して、地球温暖化の進展により、将来航行可能になると思われる、北極海航路の運行支援や流氷情報などを海運会社に提供する他、二酸化炭素の常時監視、近年マラッカ海峡・中東沖で多発している海賊行為による被害防止対策に役立てるプロジェクトである。観測データの監視・解析施設として、「WNI衛星管制センター」をSHIRASEに設置する予定。
WNISAT-1が実用化され海運技術をサポートすると、仮に1000隻が北極海航路を利用すると仮定し、サービス料金を月額10万円とすると、毎月およそ1億円の収益となる。利用者は航路を大幅に短縮できることにより、何百万円単位の燃料費及び二酸化炭素の削減になると試算している。
当初は2012年11月20日に打ち上げ予定 であったが、打ち上げに使うドニエプルロケットの打ち上げが延期されていたため2013年11月21日に延期され、同日打ち上げに成功。しかし、その後の試験運用で宇宙放射線の影響によるカメラ・高精度姿勢センサーの故障が発覚し、レーザーミッション・海氷モニタリングミッションが実施不可能になったため、ミッションを「太陽活動の影響による太陽磁場観測と、次期衛星のバス技術実証」に変更。

#### WNISAT-1R
「WNISAT-1」の後継機として2015年9月に完成。「WNISAT-1」での経験をもとに、姿勢センサーの耐放射線性強化や搭載カメラの冗長化、次号機以降の技術開発を目的とした新たな機器を搭載するなど機能追加を行っている。
当初は2016年春に打ち上げ予定だったが延期され、ソユーズロケットにより2017年7月14日に打ち上げ成功。同年8月9日には画像の取得にも成功。

## サポーター参加型企画
ウェザーリポート・さくらプロジェクト・花粉プロジェクトなど、同社が提供するコンテンツサービスにウェザーニュース会員が参加し、天気予報などの改善に役立てていく企画の事。

## 気象情報配信

### ウェザーニュースLiVE（旧 SOLiVE24）
2009年4月27日から放送している、インターネットでの24時間生放送の気象情報番組である。開始当初はフジテレビジョンが制作プロダクションとして番組の編成・制作を担当していた。
番組の視聴には、パソコン向けの番組ホームページを使って視聴が出来るほか、NTTドコモの携帯電話（後述）やiPhone（iOS 3.0以後の機種）・iPod touch、Androidスマートフォン、YouTube での視聴も可能である。BSフジでも2012年4月2日放送から、平日の5:00 - 5:30と6:00 - 6:30に「SOLiVE トワイライト」を同時に放送していたが、2023年7月1日現在は毎日5:00 - 5:30に「BSフジ×ウェザーニュース」を同時に放送している。
2009年5月11日からは携帯向けリアルタイム配信がスタートした。当面はNTTドコモ向けのみの提供となり、視聴するにはSOLiVE24の携帯版番組サイトからjig.jpが提供するiアプリ「jigムービープレーヤー」（FOMA 703iシリーズ以降のメガiアプリ対応機種が対応）のダウンロードが必要となる。また、視聴にはパケット定額制（パケ・ホーダイダブル）への加入が推奨されている。
2018年4月16日、番組タイトル名を「SOLiVE24」から「ウェザーニュースLiVE」に変更し、リニューアルを実施した。
2022年8月18日、番組のスタジオがリニューアルして，新たな広いスタジオでスタートした。

### PC用アプリケーション「ソラマド」
2009年4月23日から2020年12月31日までウェザーニューズが提供していたPCデスクトップソフトである。
最新バージョンは2018年（平成30年）4月16日リリースのVer.5.12。最初のバージョンが公開されて約1ヵ月間で約1万件以上のダウンロードがされた。サービス方法は無料サービスと有料のウェザーニュース会員の2種類がある。
主な機能は、SOLiVE24の視聴、ソラチャットによる参加者同士とSOLiVE24スタジオとの通信、ウェザーリポートの閲覧、グリッドコンピューティング技術による気象シミュレーション機能である。メジャーバージョンアップとなるVer.2.0（2009年7月1日リリース）からは、ソラチャット画面からの投票機能（ソラボタン）がつけられた。また動作が重いという意見が多かったため、2009年8月24日からはSOLiVE24視聴とソラチャットおよびソラボタン機能に絞ったLite版も提供されている。2009年10月5日リリースのVer.3.00からは有料会員向けに動画部分の画質を向上させ、チャット文字に色を付けることができるようになった。同時にウェザーニューズホームページにて番組動画とチャットの閲覧ができるようになった。2010年4月4日リリースのVer.4.00からはチャット上にて絵を書いて番組に送信できる「ソラキャンバス」機能を追加（いわゆるお絵かき掲示板・お絵かきチャットの一種）。番組のHDTV制作移行に伴い2010年4月26日リリースのVer.4.11から16:9映像での配信を開始。
ソフトは、Adobe AIRのアプリケーションソフトとして提供され、Windows（7、Vista、XP（SP2以降）、2000（SP4））・MacOS・Linuxで動作する。なお、海外でもAdobe AIRが使えるパソコンがあれば、使用することができる。
このソフトの気象シミュレーション機能を使って、2010年 - 2110年における3パターンの気温変化シナリオを用いた桜の開花や花粉の飛散、全国各地の桜前線シミュレーションの算出が行われたこともある。同機能は今後も活用されていく予定である。
本ソフトを動かす際にベースとなっていたAdobe AIRが2021年1月から開発並びにサポートがアドビからハーマン・インターナショナル（サムスンの子会社）に移管されることから、2020年12月31日で本ソフトのダウンロードとサポートを終了することを同年11月20日に発表した。また、不具合の対応も出来なくなることから本ソフトへのウェザーニュースLiVEの配信も2021年1月12日に終了した。

## 出版物

### 季刊SORA（そら） / 月刊SORA
2009年7月27日より、季刊誌（雑誌）として『SORA（そら）』を発行・販売。副題は「五感を磨く!世界初のお天気マガジン!」としている。同社では世界初のお天気雑誌であるとしている。年5回発行で春夏秋冬及び日本独特の季節感である梅雨を元に構成されている。定価は1冊300円（消費税込）で送料が別途80円としている。原則として、一般書店での取り扱いはなく、同社ウェブページから申し込みをする必要があった。
2009年10月2日発行の2009年秋号からはISBNが付与され、株式会社IDP出版となっている（初版の第1号にはこのような表記はなかったが、後日増刷された物については付与されている）。2010年2月26日発行の2010年春号では、夏・秋・冬・春号が出揃った事を記念して、先着3,010名限定で四季セットを販売した。2010年9月29日発行の2010年秋号では、同年11月20日から電子書籍として、iPad版次号発売までの期間限定ではあるが、iPadでの閲覧・購読も可能になった（無料）。一般の雑誌と違い、同社のサポーターから送られてきたウェザーリポートの写真を多用している点が特徴である。
2014年冬号で紙書籍としての発行を終了し、2015年4月から電子書籍『月刊SORA』としてリニューアル していたが、2017年11月号をもって休刊。『月刊SORA』のバックナンバーはアプリ「ウェザーニュースタッチ」内にて読むことができる（有料会員限定の記事も一部あり）。

### その他の出版物
- ドライビング・ウェザーの革新 株式会社講談社出版サービスセンター発行 2006年9月 ISBN 978-4-876-017652
- 知ればトクする天気予報99の謎 株式会社二見書房発行 2007年6月 ISBN 978-4-576-07094-0
- ウェザーリポーターのためのソラヨミハンドブック アスペクト作・発行
- みんなのさくらブック アスペクト作・発行

## 株主等制度

### 株主優待
同社では顧客やモバイルサイトの会員を「サポーター」、株主を「株主サポーター」と位置づけている。
そのため、一般企業において個人向け市場をB to C (Business to Consumer) と表現するものをB to S (Business to Supporter) と表現する。
株主サポーターの優待は以下の通りである。
- ウェザーニューズが提供するウェザーニュースサイトやスマートフォンアプリ「ウェザーニュース」の有料コンテンツの利用

#### 優待の基準
毎年5月末および11月末の権利確定日における株主名簿に記載された、１単元（100株）以上の株式を保有している株主を対象に1人分が付与される。
（2022年5月末までは100株以上1人分、5万株以上5人分、10万株以上10人分であった）

### 株主総会
定時株主総会は毎年8月上～中旬の休日に、幕張メッセで行われるのが通例となっている（使用不可の場合はアパホテル＆リゾート<東京ベイ幕張>）。多くの企業が平日に開催している中で、同社が休日に執り行っているのは「より多くの株主に出席してもらうため」と、第22期定時株主総会で代表取締役社長が説明している。
また、総会終了後には「株主サポーターフォーラム」として、将来的なサービスについての会社と株主の間のコミュニケーションの場を設けたり、「社内見学会」として、幕張テクノガーデン内の社内見学会が毎年開催されている（株主総会招集通知に案内が同封される）。これらの様子は「広く開かれた会社を目指す」という同社の考えにより、株主・IR情報ページ にて配信される多数の動画でも見ることができる。
2011年（平成23年）の株主総会はインターネットでライブ中継が行われ、以降の株主総会でもライブ中継が行われている。

### 株主サポーターミーティング
2014年8月から株主サポーターに会社理念、経営戦略の説明や直接意見交換を行う場として、年2回（2月、8月）、株主サポーターミーティングを実施している。8月は株主総会と同日に千葉、2月は大阪や名古屋で実施されていたが、2021年2月から2023年2月は新型コロナウイルス感染拡大防止の観点からZoomによるオンライン開催となっていた。新型コロナウィルスの5類感染症移行後の2023年8月は、初の試みとして現地とオンラインのハイブリッド開催となった。

### WITHist Club

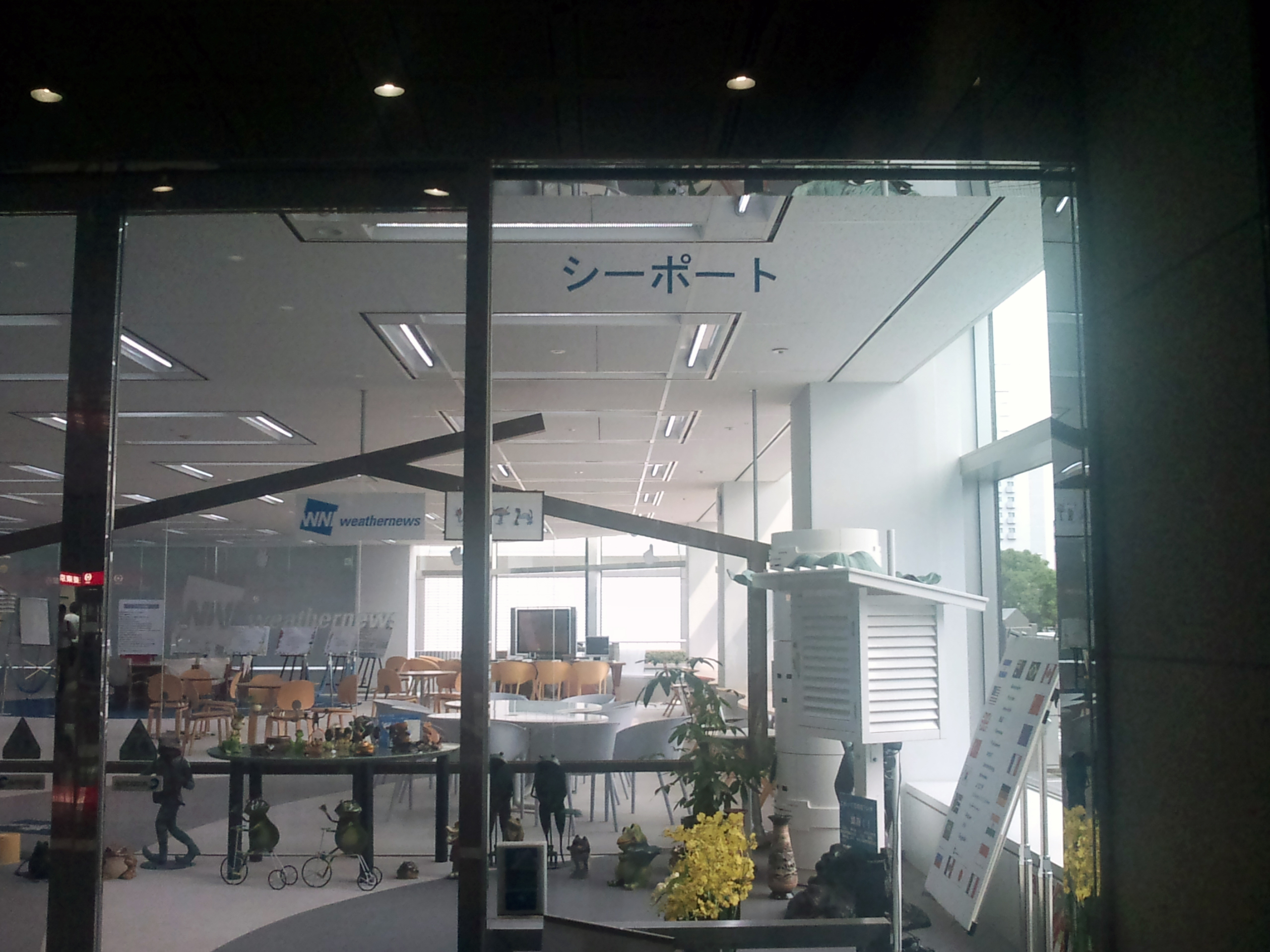
幕張テクノガーデンにかつてあった会員専用スペース「シーポート」

気象コンテンツ等を通じて、志を共有し、ウェザーニューズと会員の交流・親睦を深める中で、自己実現と他者実現を実現するための、新たな価値創造を行うことを目的とした「WITHist Club」が設けられていた。
会員になるためには、入会申込書の提出（同社ホームページからの申し込みも可能）および自己の写真と年会費3942円を支払えば入会でき、会員証を受け取ることができた。主な会員特典は以下の通りである。
- モバイル及びウェブコンテンツサービスの利用（緊急地震速報サービス「The Last 10-Second」やサポーター参加型企画など通常月額324円で使用できる有料コンテンツサービスが利用できる）[注 27]。
- ウェザーニューズ主催のイベント、コンテンツ企画への参加（イノベーションカフェ、「予報志道場」など気象に親しむ企画：主にシーポートで行われる）。

WITHist Club会員は、ウェザーリポートを行ってポイントが5000ポイントに達しても、WITHist会員規約により「GOLD会員」の特典はない。2000ポイントの観測機は贈呈される。
WITHist Clubは、2018年1月31日で終了。

### ウェザーニューズにおける主な著名人・出身者
- 斎藤恭紀（退社後は東北放送（TBS系）の気象キャスターを経て、元衆議院議員。現在は『テレポートプラス』（福島テレビ）の天気担当）
- 寺尾直樹（現：NHK名古屋放送局『まるっと!』気象キャスター）
- 増田雅昭（現：ウェザーマップ所属で、TBS専属契約）
- 船木正人（現：オフィスNickNack代表取締役・『ワイド!スクランブル』（テレビ朝日）の天気担当を経て、現在はNHK『気象情報』（週末昼前）担当）
- 関嶋梢（現：株式会社ウイング所属）
- 今村涼子（現：オフィスNickNack所属・現在は『スーパーJチャンネル』（テレビ朝日）の天気担当）
- 荒嶋恵里子
- 正木明（現：株式会社インナースケッチ所属）
- 杉本誠司（元株式会社ニワンゴ代表取締役社長）
- 依田司（ウェザーニューズ社員、2010年10月4日から『やじうまテレビ!』（テレビ朝日）のメイン司会を担当[85][182]。現在は『グッド!モーニング』・『サタデーステーション』（共にテレビ朝日）の天気担当）
- 石橋知博（ウェザーニューズ創業者・石橋博良（故人）の息子。アメリカ勤務の後、現在はウェザーニューズ取締役社長執行役員）
- 村田泰謁（ウェザーニューズ社員、『ウェザーニュースLiVE』初め同社が配信する個人向けコンテンツや各種イベント・グッズ等の総合演出プロデューサー。NHK連続テレビ小説『おかえりモネ』の気象情報会社考証を手掛ける）

## テレビ番組
- 日経スペシャル ガイアの夜明け 異常気象を追え！～命を守る気象情報ビジネス～（2009年8月18日、テレビ東京）[183]。- ゲリラ豪雨予報の最前線を取材。
- 日経スペシャル カンブリア宮殿 「あなたの気象台」になりたい！ 世界最大級の民間気象会社の全貌（2020年9月24日、テレビ東京）[184]
- 100カメ 天気予報会社 雲を見よ!空を読め!天気に本気な人たち（2024年4月22日、NHK）[185]

## 関連会社
いずれも連結子会社
- 株式会社ダブリュエックス二十四（2010年（平成22年）12月1日付けで、（株）ウェザーニューズを存続会社とする吸収合併により消滅）
- 株式会社ウィズステーション
- WEATHERNEWS AMERICA INC.（アメリカ）
- WEATHERNEWS U.K. LTD.（イギリス）

## 関係先
国内配信先メディア
- トレインチャンネル（JR東日本）
- お天気チャンネル（任天堂、2013年（平成25年）6月28日にサービス終了）
- SaiNet Vision（埼玉高速鉄道）
- AQUOS（シャープ）
- 小田急電鉄
- iチャネル（NTTドコモ）
- 日本ヒューレット・パッカード（個人向けプリンター複合機「HP Photosmart Wireless B110a」に配信）
- ヤンマー（「ヤン坊マー坊天気予報」の 公式ホームページ に配信、2013年6月30日サイト終了[186]）
- au one天気・EZニュースEX（KDDI、2010年（平成22年〉11月下旬配信開始[81][82]）
- ニコン（3Dデジタルフォトフレーム「NF-300i」に2011年（平成23年）2月23日配信開始[187]）

協力番組
- tvk NEWSハーバー / tvkニュース545 / NEWS930（テレビ神奈川。ウェザーニュースの動画配信に非常に近い形態での天気予報を放送）
- 新・週刊フジテレビ批評（フジテレビ）
- グッド!モーニング / 報道ステーション（テレビ朝日）
- バラいろダンディ（TOKYO MX）
- ドデスカ!（名古屋テレビ）
- おはよう朝日です（朝日放送テレビ）
- イチモニ!（北海道テレビ）
- スーパーJチャンネルaba（青森朝日放送）
- トレタテ!（秋田朝日放送）
- スーパーJチャンネルYTSゴジダス（山形テレビ）
- ふくしまスーパーJチャンネル（福島放送）
- スーパーJにいがた（新潟テレビ21）
- abnステーション（長野朝日放送）
- 報道ライブBBT（富山テレビ放送）
- HABスーパーJチャンネル（北陸朝日放送）
- Jチャンやまぐち（山口朝日放送）
- じもっと!OITA（大分朝日放送）
- KKBスーパーJチャンネル（鹿児島放送）